# Liana Flores
Liana Flores (pronúncia: [ˈfloɾis]; nascida em 2 de junho de 1999) é uma compositora, cantora e violonista brasileira-britânica. Após o lançamento independente de seus EPs The Water's Fine! (2018) e Recently (2019), ela lançou seu primeiro álbum feito em estúdio com o álbum Flower of the Soul, em parceria com os estúdios Verve Records/Fiction Records em junho de 2024.

## Biografia
Flores é filha de mãe brasileira e pai britânico. Ela cresceu em South Norfolk, Inglaterra. Desde pequena escutava artistas de bossa nova como Astrud Gilberto. Começou a aprender piano na infância e violão na adolescência. Ao final de sua adolescência, começou a se interessar pela música folclórica americana dos anos 60, que, com a bossa nova, a inspirou a seguir a carreira musical tanto quanto influenciou suas músicas.
Em 2022, Flores se formou com um “first class honors degree” (equivalente ao bacharelado) em Zoologia pela Universidade de St Andrews.

## Carreira
Flores iniciou de forma independente, lançando seus EPs The Water's Fine! em 2018 e depois Recently em 2019. Sua fama veio em 2021 após sua música rises the moon, feita em 2019, tornar-se viral em redes como o Instagram e o TikTok.  Em 2022, Flores fez o show de abertura para a turnê de Laufey, Everything I Know About Love.
Em 2024, Flores fez parceria com a Verve Records, com quem lançou seu álbum Flower of the Soul em 28 de junho daquele mesmo ano. Sua primeira turnê aconteceu também em junho de 2024, passando por cidades dos EUA e Reino Undo, durando um mês. Em novembro, para ajudar seu novo álbum, ela fez outra turnê, passando pela Europa, Ásia, Reino Unido e EUA. Passou por países como França, Dinamarca e Noruega. Flores também fez o show de abertura para Matt Maltese no mesmo ano.

## Influências
Como inspiração para suas músicas, Liana cita nomes como Vashti Bunyan, Caetano Veloso, Nick Drake e Joan Baez.

## Discografia

### Álbuns de estúdio
| Título            | Detalhes                                                                      |
| ----------------- | ----------------------------------------------------------------------------- |
| Flour of the soul | - Lançado: 28 de junho de 2024 - Formatos: Vinil, download digital, streaming |

### EPs
| Título            | Detalhes                                                               |
| ----------------- | ---------------------------------------------------------------------- |
| The Water's Fine! | - Lançado: 1 de junho de 2018 - Formatos: Download digital, streaming  |
| Recently          | - Lançado: 10 de abril de 2019 - Formatos: Download digital, streaming |

### Singles
| Título                | Ano  | Álbum                           | Notas                              |
| --------------------- | ---- | ------------------------------- | ---------------------------------- |
| "Sign"                | 2020 | Sem álbum                       |                                    |
| "Sinal"               | 2020 | Sem álbum                       | Única música cantada em português. |
| "I wish for the rain" | 2024 | Flower of the soul              |                                    |
| "Nightvisions"        | 2024 | Flower of the soul              |                                    |
| "Orange-coloured day" | 2024 | Flower of the soul              |                                    |
| "Strangest shapes"    | 2024 | Flower of the soul (full bloom) |                                    |

| Título                                    | Ano  | Álbum                  |
| ----------------------------------------- | ---- | ---------------------- |
| "My Heart's Not In It" (com Matt Maltese) | 2024 | Songs That Aren't Mine |

### Música não publicada
- sore head weather (demo), publicada em 2020 somente pelo site bandcamp.

## Turnês

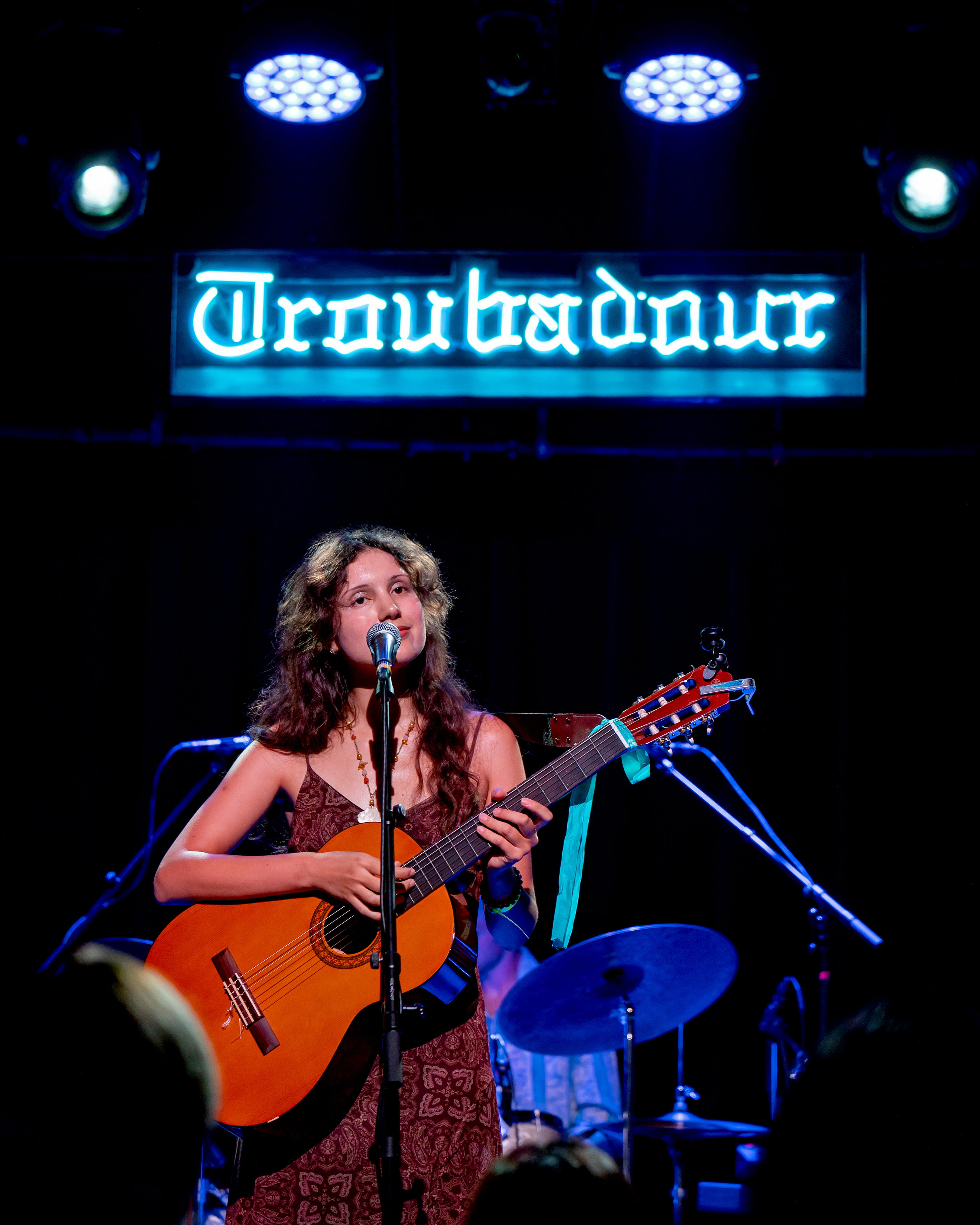
Flores se apresentando no Troubadour em 2024

### Solo
• US-UK Tour (2024) • Tour of the soul (2024)

### Como apoio ou abertura
• Laufey - Everything I Know About Love Tour (2022) • Matt Maltese - Touring Just To Tour (2024)

### Futuro
• Men I Trust - Equus Tour (2025)